# شتات يهودي

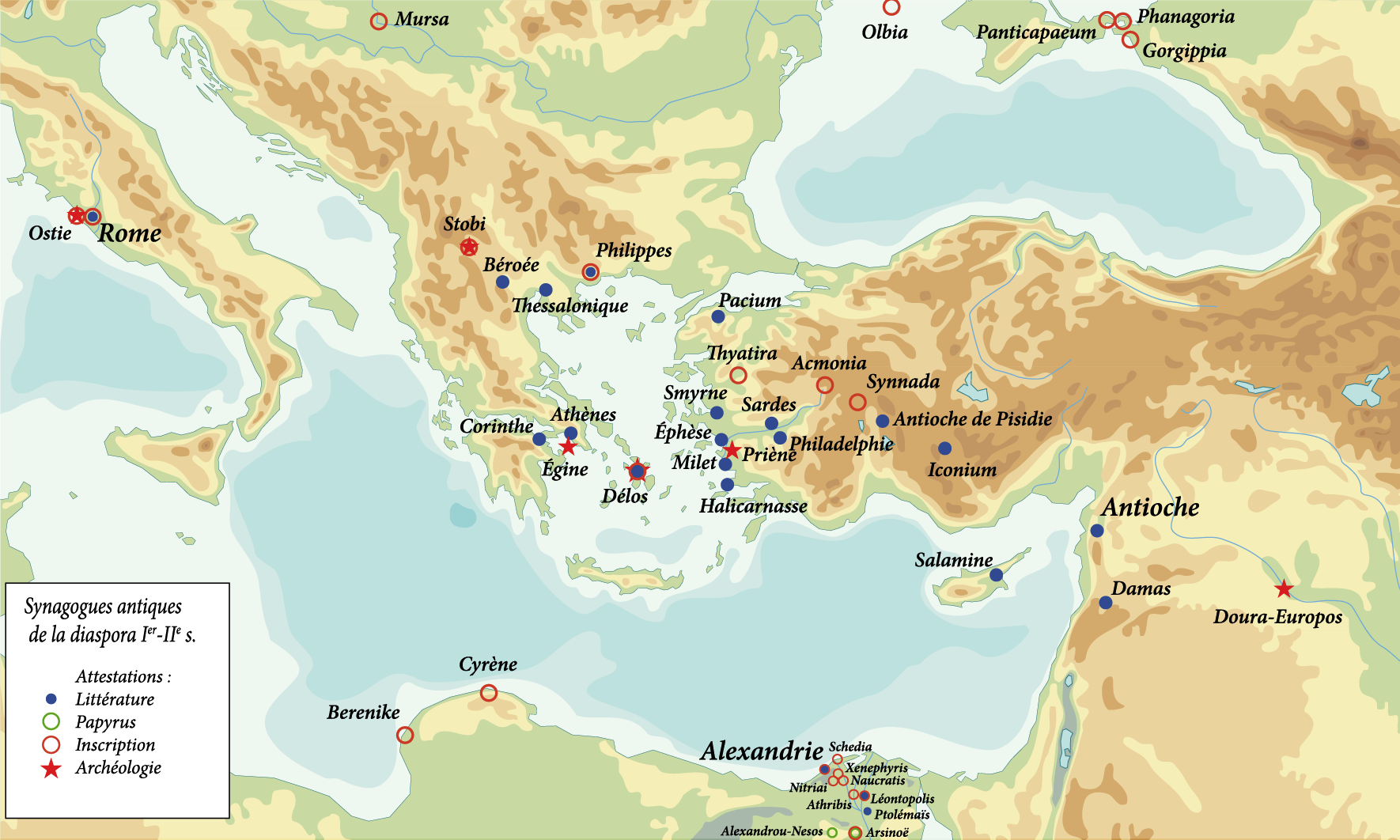

يشير الشتات اليهودي إلى تشتت الإسرائيليين أو اليهود خارج أرض أجدادهم (أرض الميعاد) واستقرارهم لاحقًا في أجزاء أخرى من العالم.
يشير مصطلح «المنفى» بحسب الكتاب المقدس العبري إلى مصير الإسرائيليين الذين نُقلوا إلى المنفى من مملكة إسرائيل خلال القرن الثامن قبل الميلاد، وبنو يهوذا من مملكة يهوذا الذين أخِذوا إلى المنفى خلال القرن السادس قبل الميلاد. أصبح بنو يهوذا يعرفون باسم «اليهود» في المنفى، و«مردخاي اليهودي» من سفر إستير هو أول ذكر كتابي للمصطلح.
كان المنفى الأول هو النفي الآشوري، إذ جرى طردهم من مملكة إسرائيل (السامرة) الذي بدأه تغلث فلاسر الثالث من آشور في 733 قبل الميلاد. أنجِزت هذه العملية من قبل سرجون الثاني بتدمير المملكة في 722 قبل الميلاد، إذ أنهى حصارًا دام ثلاث سنوات على السامرة بدأه شلمنصر الخامس. كانت تجربة المنفى التالية هي النفي البابلي، حيث رُحّل قسم من سكان مملكة يهوذا في عام 597 قبل الميلاد، ومرةً أخرى في عام 586 قبل الميلاد من قبل الإمبراطورية البابلية الحديثة تحت حكم نبوخذ نصر الثاني.
وجِد الشتات اليهودي لعدة قرون قبل سقوط الهيكل الثاني، ولم يكن سكنهم في الدول الأخرى في معظمه نتيجة للتشرد القسري. قبل منتصف القرن الأول الميلادي، بالإضافة إلى يهودا وسوريا وبابل، كانت هناك مجتمعات يهودية كبيرة في المحافظات الرومانية في سوريا فلسطين، ومصر، وكريت وسيرنيكا، وفي روما نفسها، بعد حصار القدس في 63 قبل الميلاد، عندما أصبحت المملكة الحشمونية محمية لروما، ازدادت الهجرة كثافةً. نُظِمت المنطقة كمقاطعة يهودا الرومانية في 6 ميلادي. ثار سكان يهودا ضد الإمبراطورية الرومانية في 66 ميلادي في الحرب اليهودية الرومانية الأولى التي انتهت بتدمير القدس في 70 ميلادي. دمر الرومان الهيكل الثاني ومعظم القدس خلال الحصار. فرضت هذه اللحظة الفاصلة، القضاء على المركز الرمزي لليهود والهوية اليهودية، قيودًا على العديد من اليهود لإعادة صياغة تعريف ذاتي جديد، وتعديل وجودهم وفقًا لاحتمال حدوث فترة غير محددة من النزوح.
قاد بار كوخبا تمردًا على هادريان في عام 132 ميلادي، ارتبط التمرد بإعادة تسمية القدس باسم أيليا كابيتولينا. بعد أربع سنوات من الحرب المدمرة، قُمِعت الانتفاضة ومُنِع اليهود من الوصول إلى القدس.
خلال العصور الوسطى، نظرًا إلى تزايد الهجرة وإعادة التوطين، انقسم اليهود إلى مجموعات إقليمية متميزة والتي تُعالج بشكل عام اليوم وفقًا لمجموعتين جغرافيتين أساسيتين: يهود أشكناز في شمال وشرق أوروبا، واليهود السفارديم في شبه الجزيرة الإيبيرية (إسبانيا والبرتغال)، وشمال أفريقيا، والشرق الأوسط. تتشارك هذه المجموعات بتاريخ متماثل فيه العديد من أوجه التشابه الثقافي وكذلك سلسلة من المذابح والاضطهاد والطرد، مثل الطرد من إسبانيا في عام 1492، والطرد من إنجلترا في عام 1290، والطرد من الدول العربية في 1948-1973. على الرغم من أن الفرعين يشتملان على العديد من الممارسات العرقية، والثقافية الفريدة، ولهما صلات بالسكان المضيفين المحليين (مثل أوروبيو الوسط للأشكناز والهسبان والعرب من أجل السفارديم)، ودينهم المشترك وأجدادهم، وكذلك التواصل المستمر والتنقل السكاني، كان مسؤولًا عن شعور موحد للهوية الثقافية والدينية اليهودية بين السفارديم والأشكناز من أواخر الفترة الرومانية إلى الوقت الحاضر.

## الشتات ما قبل الروماني
في عام 722 قبل الميلاد، احتل الآشوريون، بقيادة سرجون الثاني خليفة شلمنصر الخامس، مملكة إسرائيل، ورُحِّل العديد من الإسرائيليين إلى بلاد ما بين النهرين. بدأ الشتات اليهودي الجدير بالذكر بالتزامن مع فترة النفي البابلي في القرن السادس قبل الميلاد.
بعد الإطاحة بمملكة يهوذا عام 586 قبل الميلاد على يد نبوخذ نصر الثاني ملك بابل (انظر الأسر البابلي) وترحيل جزء كبير من سكانها إلى بلاد ما بين النهرين، بات لليهود مركزان ثقافيان رئيسيان: بابل وأرض إسرائيل.
عاد المُبعدون إلى السامرة بعد أن غزا كورش الكبير بدوره الإمبراطورية البابلية الجديدة. يتضمن كتاب عزرا التوراتي نصين يقال إنهما مرسومان يسمحان لليهود المُرحّلين بالعودة إلى وطنهم بعد عقود عديدة ويأمران بإعادة بناء الهيكل. أدت الاختلافات في مضمون ونبرة المرسومين، أحدهما بالعبرية والآخر باللغة الآرامية، إلى تشكيك بعض العلماء في صحتهما. غالبًا ما اعتُبرت أسطوانة كورش برهانًا على صحة المرسومين الكتابية المنسوبة إلى كورش، وهذه الأسطوانة عبارة عن لوح قديم كُتب عليه إعلان باسم كورش يشير إلى ترميم المعابد وإعادة الشعوب المنفية، فيما يشير علماء آخرون إلى أن نص الأسطوانة يخص بابل وبلاد ما بين النهرين ولا يذكر يهوذا أو القدس. أكد ليستر ل. غرابيه أن «مرسوم كورش المزعوم» بشأن يهوذا «لا يمكن اعتباره موثوقًا»، إنما كانت ثمة «سياسة عامة تسمح للمُبعدين بالعودة وإعادة إنشاء مواقع العبادة». ذكر أيضًا أن علم الآثار يشير إلى أن العودة كانت «بالتقطير» على مدى عقود، ولم تكن حدثًا مفردًا. لا يوجد توسع مفاجئ في القاعدة السكانية البالغة 30000 نسمة ولا يوجد مؤشر موثوق على أي أهمية خاصة بمقاطعة يهود مديناتأ.
رغم وجود معظم اليهود خلال هذه الفترة في بابل، بالأخص العائلات الثرية، إلا أن الوجود الذي عاشوه هناك في ظل الحكام المتعاقبين للأخمينيين، والسلوقيين، والفرثيين، والساسانيين، كان مطموسًا وخاليًا من أي نفوذ سياسي. عاد أفقر المنفيين وأكثرهم حماسة إلى يهوذا/أرض إسرائيل في عهد الأخمينيين (نحو 550-330 قبل الميلاد). هناك، مع الهيكل الذي أعيد بناؤه في القدس كمركز لهم، نظموا أنفسهم في مجتمع تحركه حماسة دينية ملحوظة وتشبث قوي بالتوراة كمحور لهويته. مع تزايد أعداد هذه النواة الصغيرة مع انضمام مجندين من جهات مختلفة، استفاق المجتمع على وعي بذاته وجاهد مرة أخرى من أجل الاستقلال الوطني والحقوق السياسية والسيادة.
نشأ الشتات اليهودي الأول في مصر في القرن الأخير من الحكم الفرعوني، على ما يبدو كانت المستوطنة هناك إما في عهد آشوربانيبال أو في عهد بسماتيك الأول لمستعمرة من المرتزقة اليهود، وهي طبقة عسكرية خدمت حكومات الفارسيين والبطلميين والرومانيين على التوالي وحتى العقود الأولى من القرن الثاني الميلادي عندما سحقها التمرد ضد تراجان. تدعَّم وجودهم بالعديد من الإداريين اليهود الذين انضموا إليهم في مراكز مصر العسكرية والحضرية. وفقًا ليوسيفوس، عندما استولى بطليموس الأول على يهودا، اقتاد 120 ألف أسير يهودي إلى مصر، وهاجر العديد من اليهود الآخرين من يهودا إلى مصر بمحض إرادتهم، إذ اجتذبتهم سياسات بطليموس الليبرالية والمتسامحة وتربة مصر الخصبة. وطّن بطليموس اليهود في مصر لتوظيفهم كمرتزقة. حرر فيلادلفوس بعد ذلك اليهود الذين اقتيدوا إلى مصر كأسرى ووطّنهم في كليروخيات، أو مستعمرات متخصصة، كوحدات عسكرية يهودية.
بينما يعود تاريخ المجتمعات في الإسكندرية وروما إلى ما قبل التمرد المكابي، لم يزدد السكان في الشتات اليهودي إلا بعد حملة بومبيوس الكبير (حصار القدس) عام 62 قبل الميلاد. شهدت الدولة اليهودية فترة مجد في ظل حكم الأمراء الحشمونيين الذين كانوا في بادئ الأمر رؤساء كهنة ثم أصبحوا ملوكًا لاحقًا، وضمت مناطق عديدة. ومع ذلك، سرعان ما أدى الخلاف داخل العائلة الحاكمة واستياء الأتقياء المتزايد إزاء الحكام الذين لم يعودوا يبدون أي تقدير للتطلعات الحقيقية لأتباعهم إلى جعل الأمة اليهودية فريسة سهلة لطموحات -خلفاء السلوقيين- الرومان الاستبداديين والإمبرياليين بشكل متزايد آنذاك. في العام 63 قبل الميلاد، غزا بومبيوس القدس وخسر اليهود استقلالهم وسيادتهم السياسية، وأخضع غابينيويس الشعب اليهودي للجزية.

## سكان الشتات الباكر
في وقت مبكر من القرن الثالث قبل الميلاد، نشأت المجتمعات اليهودية في الجزر الإيجية واليونان وآسيا الصغرى وبرقة وإيطاليا ومصر. في فلسطين، أخذت الطرق الجديدة بالازدهار في ظل فترة السلام المواتية -نحو قرن كامل- التي أعقبت مجيء البطالمة. عبر جميع أنواع الاتصالات، وبفضل تطور التجارة بالأخص، تغلغلت الهيلينيّة في جميع جوانب الحياة بدرجات متفاوتة. كانت موانئ ساحل البحر الأبيض المتوسط لا غنى عنها للتجارة، وخضعت لتطور كبير منذ بداية الفترة الهلنستية. في الشتات الغربي، سرعان ما هيمنت اليونانية على الحياة اليهودية ولم يتبقَّ سوى علامات قليلة على الاتصال العميق بالعبرية أو الآرامية، وربما تكون الأخيرة هي الأكثر انتشارًا. هاجر اليهود إلى مستوطنات يونانية جديدة نشأت في شرق البحر الأبيض المتوسط والمناطق الخاضعة سابقًا للإمبراطورية الفارسية في أعقاب فتوحات الإسكندر الأكبر، مدفوعين بأمل العثور على فرص جديدة. زادت نسبة الشتات اليهودي باطراد مقارنةً بحجم الأمة الكلي طوال الفترة الهلنستية وبلغوا أبعادًا مذهلة في العصر الروماني المبكر، لا سيما في الإسكندرية. بيد أنه لم يكن السبب الوحيد وراء حقيقة أن الشعب اليهودي كان عاملًا سياسيًا رئيسيًا آنذاك، لاسيما وأن يهود الشتات ظلوا متحدين بقوة مع وطنهم رغم التوترات الثقافية والاجتماعية والدينية القوية. كتب سمولوود أنه «من المنطقي التخمين أن الكثير من المستوطنات، كالمستوطنة في بوتيولي الموثقة في العام 4 ق.م، تعود إلى أواخر (ما قبل الإمبراطورية الرومانية) الجمهورية الرومانية أو الإمبراطورية المبكرة ونشأت بالهجرة الطوعية مُجتذبةً بالتجارة والتبادل التجاري». هاجر العديد من اليهود إلى روما قدومًا من الإسكندرية نتيجة ازدهار العلاقات التجارية بين المدن. من الصعب تحديد تاريخ المستوطنات العديدة. ربما نتجت بعض المستوطنات عن هجرة اليهود بعد إخماد الثورات اليهودية. كانت الجاليات الأخرى كالجالية اليهودية في روما أقدم بكثير، إذ يعود تاريخها إلى منتصف القرن الثاني قبل الميلاد على الأقل، رغم أنها توسعت بشكل كبير بعد حملة بومبيوس عام 62 قبل الميلاد. ضم الرومان منطقة يهودا في العام 6 ميلادي. فقط يهود بابل هم من بقي خارج نطاق الحكم الروماني. على عكس اليهود الهيلينيين الناطقين باليونانية في الغرب، استمرت المجتمعات اليهودية في بابل ويهودا باستخدام الآرامية كلغة أساسية.
في وقت مبكر من منتصف القرن الثاني قبل الميلاد، تناول المؤلف اليهودي للكتاب الثالث من نبؤات سيبيل موضوع «الشعب المختار» قائلًا: «كل أرض مليئة بك وكل بحر». شتّى الشهود أمثال سترابو، وفيلون السكندري، وسينيكا، ولوقا (مؤلف سفر أعمال الرسل)، وشيشرون، ويوسيفوس، يذكرون جميعهم السكان اليهود في مدن حوض البحر الأبيض المتوسط.
فَهرَس الملك أغريباس الأول، في رسالة إلى كاليغولا، تقريبًا جميع بلدان الشرق الهيلينية وغير الهيلينية ضمن مقاطعات الشتات اليهودي. كان هذا الفِهرِس أبعد ما يكون عن الاكتمال إذ لم يتضمن إيطاليا وقورينا. تزيد الاكتشافات النقائشية من سنة إلى أخرى من عدد الجاليات اليهودية المعروفة ولكن يجب أن يُنظر إليها بحذر بسبب عدم وجود دليل دقيق على أعدادهم. وفقًا للمؤرخ اليهودي القديم يوسيفوس، فإن ثاني أكبر جمهرة يهودية كثافة بعد أرض إسرائيل وبابل كانت في سوريا، ولا سيما في أنطاكية ودمشق، إذ قُتل بين 10000 إلى 18000 يهودي خلال التمرد العظيم. قدر الفيلسوف اليهودي القديم فيلون السكندري عدد السكان اليهود في مصر بمليون نسمة، أي ثُمن عدد السكان. كانت الإسكندرية حينئذ أهم الجاليات اليهودية المصرية دون منازع. كان يهود الشتات المصري على قدم المساواة مع نظرائهم البطالمة وربطتهم علاقات وثيقة بالقدس. كما الشتات الهلنستي، كان الشتات المصري اختياريًا وليس مفروضًا.
بالحكم على الروايات اللاحقة للمجازر الجماعية في العام 115 ميلادي، لا بد لعدد السكان اليهود في برقة وقبرص وبلاد الرافدين أن يكون كبيرًا أيضًا. في بداية عهد أغسطس قيصر، كان هناك أكثر من 7000 يهودي في روما (رغم أن هذا الرقم هو فقط الذي قيل إنه رافق المبعوثين الذين قَدِموا للمطالبة بتنحية أرخيلاوس.
تقول العديد من المصادر أن اليهود شكلوا عُشر (10%) كامل من سكان مدينة روما القديمة نفسها. أخيرًا، إذا كانت المبالغ التي صادرها الحاكم لوسيوس فاليريوس فلاكوس عام 62/61 قبل الميلاد تمثل الضريبة البالغة قطعتي دراخما لكل فرد لمدة عام واحد، فهذا يعني أن عدد السكان اليهود في آسيا الصغرى بلغ 45000 ذكر بالغ، ليصبح المجموع الكلي 180000 شخص على الأقل.